# Секуєнь (Димбовіца)
Секуєнь, Секуєні (рум. Săcueni) — село у повіті Димбовіца в Румунії. Входить до складу комуни Гура-Окніцей.
Село розташоване на відстані 67 км на північний захід від Бухареста, 9 км на схід від Тирговіште, 82 км на південь від Брашова.

## Населення
За даними перепису населення 2002 року у селі проживали 1968 осіб, з них 1967 осіб (99,9%) румунів. Рідною мовою 1967 осіб (99,9%) назвали румунську.